# Ruy Mingas
Ruy Alberto Vieira Dias Rodrigues Mingas (Luanda, 12 de maio de 1939 – Lisboa, 4 de janeiro de 2024) foi um cantor, compositor, diplomata, empresário e político angolano. Foi deputado no parlamento angolano, secretário com status de Ministro dos Desportos e embaixador de Angola em Portugal. Compôs a música do Hino Nacional de Angola.
Da sua obra discográfica destacam-se "Cantiga por Luciana", "Poema da farra", "Maquesu", "Muadiaquimi", "Birin birin", "Monagambé", "Adeus à hora da partida" e a muito aclamada "Meninos do Huambo".

## Biografia
Nascido na zona de Ingombota, em Luanda, foi filho de André "Mongone" Rodrigues Mingas e de Antónia Diniz de Aniceto Vieira Dias. Alguns dos irmãos de Ruy Mingas foram também figuras notáveis da história angolana, nomeadamente o político, cantor e compositor André Mingas Júnior, a linguista e investigadora Amélia Mingas, a atleta e administradora Júlia Rodrigues Mingas, o comandante policial José "Zé" Rodrigues Mingas e o economista, escritor e político Saíde Mingas.
Ruy Mingas pertenceu a uma família de influentes músicos angolanos. Do seu tio Liceu Vieira Dias recebeu o ritmo e uma nova maneira de interpretar a música angolana. Durante o seu percurso musical, Ruy Mingas desenvolveu a sua sonoridade própria no âmbito de concretizar o que o seu tio Liceu Vieira Dias sempre o pediu para fazer ("cultivar o [seu] ouvido musical"), influenciando assim outro músico angolano, o seu irmão André Mingas Júnior.
Ruy Mingas foi praticante de atletismo nas décadas de 1950 e 1960, tendo competido no salto em altura e 110 m barreiras, no Sport Lisboa e Benfica, sendo recordista no salto em altura em julho de 1960.
Teve participação em um dos programas Zip-Zip em 1969, e foi um dos artistas incluídos no primeiro disco do programa com a canção "Ixi Ami". Posteriormente acabou gravando já pelo selo da Zip-Zip, que foi tornada uma subeditora da editora discográfica Companhia de Discos de Angola (CDA). Em 1970 lança seu primeiro álbum com o título "Angola", bastante aclamado e regravado na Espanha, na França (com o título "Africa Negra") e na Itália. A canção "Maquesu", pela Zip-Zip, integrou o seu segundo álbum, intitulado "Temas Angolanos", lançado em 1974. Este continha letras de poemas de Viriato da Cruz, Mário António, António Jacinto, Onésimo Silveira e Agostinho Neto, e contou com a participação de seu irmão André Mingas Júnior, do percussionista francês Daniel Louis e do pianista brasileiro Marcos Resende, com a produção de Thilo Krasmann.
Mesmo já tendo uma robusta carreira musical, na década de 1970 Ruy Mingas trabalhou como professor de educação física na Escola Preparatória D. António da Costa, em Almada, em Portugal. O período em Lisboa e Almada era também para estudo na Faculdade de Motricidade Humana da Universidade de Lisboa.
Na Revolução dos Cravos, em abril de 1974, era o principal nome do corpo diplomático do Movimento Popular de Libertação de Angola (MPLA) em Portugal, sendo o responsável por iniciar as negociações pela independência angolana com os oficiais do Processo Revolucionário em Curso (PREC). Retornou a Angola para lutar nos combates finais da guerra de independência.
Em 9 de novembro de 1975 foi lhe dada a tarefa, por Agostinho Neto e Lúcio Lara, de ser o compositor da música Angola Avante!, o Hino Nacional de Angola, a partir da letra de Manuel Rui. Ele e Manuel Rui entregaram o hino em 11 de novembro de 1975, no dia da independência de Angola. Ainda dentro do fervor da proclamação de independência, foi um dos autores da muito aclamada canção "Meninos do Huambo", lançada em 1976 e celebrizada em Portugal por Paulo de Carvalho.
Quando foi criada, em 4 de julho de 1979, a Secretaria de Estado para Educação Física e Desporto (SEEFD), pela primeira vez uma pasta com status de ministério autónomo para os desportos, Ruy Mingas assumiu a sua condução e foi ministro por 10 anos, período de pujante desenvolvimento no desporto de Angola. Organizou todo o processo de entrada de Angola no Comité Olímpico Internacional e a consequente participação, pela primeira vez, numa edição de jogos olímpicos (Jogos Olímpicos de Verão de 1980 em Moscovo). Outro feito extraordinário do seu período como secretário-ministro (acumulando também a Presidência em exercício da Zona 4 do Conselho Superior dos Desportos de África) foi a realização dos II Jogos da África Central em Angola, com abertura  em 20 de agosto de 1981, no Estádio da Cidadela, onde participaram, nas cidades de Luanda, Huambo e Lubango, mais de 1 500 pessoas entre atletas e árbitros de 12 países nas modalidades de futebol, andebol, basquetebol, atletismo, boxe, ciclismo, voleibol e judô. Foi o responsável maior pela elaboração e concepção da política do desporto em Angola.
Após deixar a pasta ministerial de Educação Física e Desporto, tornou-se embaixador de Angola em Portugal, servido de 1989 a 1995, desempenhando um papel importantíssimo como principal diplomata angolano nos Acordos de Bicesse.
Em 2002, formou uma associação empresarial com Paulo Múrias e a "Fundação Minerva - Cultura, Ensino e Investigação Científica" para constituir uma franquia-filial da Universidade Lusíada em Angola. Desde então, era o principal acionista do polo universitário de Cabinda da referida universidade. Passou a ser docente universitário do curso de bacharelado em desporto e reitor da Universidade Lusíada. Também fundou no período a empresa Saber Angola e o selo musical Xi Amyé Mingas em parceria com a editora discográfica GMPAO.
Na década de 2010 foi nomeado pelo governo de Angola para presidir a Comissão de Revitalização do Desporto Escolar.
Em 2015, foi noticiado que pertencia à maçonaria, sendo membro da Loja Cónego Manuel das Neves, da qual foi líder, e que se encontra integrada na Grande Loja Legal de Portugal.
Foi eleito deputado do Círculo Nacional da Assembleia Nacional na lista do MPLA nas eleições gerais de Angola de 2017, permanecendo em funções até 2021, quando pediu afastamento em razão de seu estado de saúde.

## Morte e sepultamento
Ruy Mingas morreu a 4 de janeiro de 2024, em Lisboa, aos 84 anos, vítima de doença prolongada. Seu velório iniciou-se Basílica da Estrela, na capital portuguesa, ocorrendo até o dia 10 de janeiro de 2024, recebendo condolências oficiais, particularmente, do Estado português, do Estado brasileiro e da Santa Sé. Seu corpo chegou a Luanda em 11 de janeiro de 2024, sendo oferecido pelo governo de Angola um funeral de Estado na Igreja e Convento de Nossa Senhora do Carmo, local de seu batizado. Compareceram todas as altas autoridades do país, inclusive o Presidente João Lourenço. Foi sepultado no dia 12 de janeiro de 2024 no Cemitério do Alto das Cruzes, na capital angolana.

## Prémios e condecorações
A 26 de julho de 1995, enquanto embaixador em Lisboa, foi agraciado com o grau de Grã-Cruz da Ordem do Infante D. Henrique, de Portugal.
Em 2010, foi galardoado com a Medalha de Ouro das Artes e das Letras concedida pela Academia de Artes, Ciências e Letras da França.
Em 8 de maio de 2014 recebeu da Sociedade Portuguesa de Autores (SPA) o "Prémio Autor Internacional".
Em 2015 vence o Prémio Nacional de Cultura e Artes conceido pela República de Angola.
A 19 de abril de 2017 recebeu o prémio Personalidade Lusófona 2016 concedido pelo Movimento Internacional Lusófono (MIL).

## Discografia
Entre a sua discografia destacam-se:

### Álbuns
| Título                        | Editora | Número de Catálogo | Ano  |
| ----------------------------- | ------- | ------------------ | ---- |
|                               |         |                    |      |
| Angola Canções Por Rui Mingas | Zip-Zip | ZIP - 2003/L       | 1970 |
| Temas Angolanos               | Zip-Zip | ZIP - 2013/L       | 1974 |
| Monangambé                    | Zip-Zip | ZIP - 2020/T       | 1976 |

### Singles & EPs
| Título                                        | Editora | Número de Catálogo | Ano  |
| --------------------------------------------- | ------- | ------------------ | ---- |
|                                               |         |                    |      |
| Monangambé (EP)                               | Zip-Zip | ZIP - 10058/E      | 1974 |
| Muadiaquimi / Birin Birin (Single)            | Zip-Zip | ZIP - 30.002-S     | 1975 |
| Cantiga Por Luciana / Minha Infância (Single) | Zip-Zip | ZIP - 30.004-S     | 1975 |
| Poema da Farra / Maquesu (Single)             | Zip-Zip | ZIP - 30.036-S     | 1975 |

### Compilação:
| Título  | Editora | Número de Catálogo | Ano  |
| ------- | ------- | ------------------ | ---- |
|         |         |                    |      |
| Memória | Maianga | CD2011758          | 2011 |

## Vida pessoal
Casou com Julieta Cristina da Silva Branco Lima. Com Julieta teve como filhos a cantora Katila Mingas, a arquiteta Ângela Cristina Branco Lima Rodrigues Mingas, a modelo Nayma e o produtor de eventos Carlos Filipe Branco Lima Rodrigues Mingas, os dois últimos gémeos.